# Сумароково (Пензенская область)
Сумароково — село в Мокшанском районе Пензенской области, входит в состав Засечного сельсовета. 

## Расположение
Расположено в 15 км на восток от центра сельсовета села Засечное и в 15 км на северо-восток от райцентра посёлка Мокшан.

## История
Основано дворянами Василием и Андреем Сумароковыми (Самороковыми), которым здесь отказана земля в 1683 г. В 1710 г. в с. Богородском, Сумароково тож, Шукшинского стана Пензенского уезда 5 дворов с деловыми людьми и 26 — с крестьянами. В августе 1717 г. выжжена во время «большого кубанского погрома»; в это время помещиками показаны П. Т. Жмакина, А. К. Алашеев, М. А. Ознобишин, И. С. Юматов и И. В. Борисов. В январе 1719 г. освящена вновь церковь во имя иконы святой Казанской Богородицы. В 1723 г. 58 ревизских душ показано за дворянином Михаилом Андреевичем Ознобишиным, 47 — за Иваном Алексеевичем Алашеевым, 31 — за Пелагеей Тимофеевной Жмакиной (вдовой Ивана Жмакина), 11 — за Иваном Ивановичем Юматовым, 16 — за стольником Иваном Ивановичем Борисовым, 39 — за Андреем Никитичем Ханеневым.  В 1877 г. в селе 203 двора, деревянная церковь во имя иконы Казанской Богородицы (построена в 1785 г.). В 1896 г. работала земская школа. В 1910 г. — волостной центр Мокшанского уезда Пензенской губернии, 7 крестьянских обществ, 328 дворов, церковь, церковноприходская школа, мельницы водяная и с нефтяным двигателем (последняя комбинированная с ветряной), шерсточесалка, 2 кузницы, 3 лавки; при селе — имения Фадеева, Покидаева, Малевинского, Зачинской.
С 1928 года село являлось центром сельсовета Мокшанского района Пензенского округа Средне-Волжской области (с 1939 года — в составе Пензенской области). В 1955 г. — центральная усадьба колхоза «Вперед к коммунизму». В 1980-е годы — в составе Засечного сельсовета, центральная усадьба совхоза «Мирный».

## Население
| 1710  | 1723  | 1747  | 1782  | 1864  | 1877  | 1897  |
| ----- | ----- | ----- | ----- | ----- | ----- | ----- |
| 318   | ↗400  | ↗682  | ↗752  | ↗1018 | ↗1291 | ↗1546 |
| 1910  | 1926  | 1930  | 1939  | 1959  | 1979  | 1989  |
| ↗1755 | ↗1891 | ↗1894 | ↘1258 | ↘662  | ↘423  | ↘381  |
| 1996  | 2002  | 2010  |       |       |       |       |
| ↗410  | ↘293  | ↘212  |       |       |       |       |